# سلمة بن ذؤيب
سلمة بن ذؤيب بن عبد الله بن مُحَكم الرياحي اليربوعي التميمي (14 ق هـ - 68 هـ / 608م - 688م) ثائر من فرسان العرب الشجعان الأبطال من أهل البصرة وكان فقيهاً، ثار عام 64 هـ على عامل الأمويين على العراق عبيد الله بن زياد ودعى إلى بيعة الخليفة عبد الله بن الزبير وأستطاع هزيمة قوات ابن زياد وطرده إلى الشام فأستتب الأمر في البصرة وسائر العراق لابن الزبير.
قال أبو عبيدة البصري: «لما كان موت يزيد بن معاوية وإظهار ابن زياد إياه بالبصرة، خرج سلمة بن ذؤيب الرياحي الفقيه على فرسٍ شهباء له وقد لبس سلاحه ومعه لواء، فدعا الناس إلى بيعة ابن الزبير وطاعته وقال: عليكم بالعائذ بالبيت الحرام وابن حواري رسول الله صلى الله عليه وسلم، فبايعه جماعة من الناس،وبلغ ابن زياد ذلك فجمع الناس وخطب فيهم وقال: إن سلمة بن ذؤيب يدعوكم إلى الخلاف ويريد تفريق جماعتكم ليضرب بعضكم جباه بعض، فقالوا له: نحن ناتيك بسلمة أيها الأمير، فأتوا سلمة فوجدوه في جمعٍ كثير من الناس، فتراجعوا عنه وتركوه».
ثم إن عبيد الله بن زياد لما رأى كثرة جموع سلمة، ترك دار الإمارة وهرب وأستجار بمسعود بن عمرو سيد قبيلة الأزد، فحدث بين الطرفين معركة كبيرة، انتصر فيها سلمة بن ذؤيب وقُتِل مسعود بن عمرو ومن معه، فهرب ابن زياد إلى الشام عند مروان بن الحكم الأموي. فقال يزيد بن المفرغ الحميري يهجو عبيد الله بن زياد ويعيره بتغريره بمسعود بن عمرو وهروبه إلى الشام وخذلانه لمسعود أبياتاً ومنها قوله:
وقال فيه أيضاً:

## اسمه ونسبه
- هو: سلمة بن ذؤيب بن عبد الله بن المُحَكم بن زيد بن رياح بن يربوع بن حنظلة بن مالك بن زيد مناة بن تميم بن مر الرياحي اليربوعي الحنظلي التميمي.[4]

قال ابن دريد: «وكان سلمة بن ذؤيب من رجال بني يربوع من تميم وهو الذي أخرج عبيد الله بن زياد من دار الإمارة».